# Cierva W.11
Die Cierva W. 11 Air Horse war ein Transport-Hubschrauber des britischen Herstellers Cierva Autogiro aus den 1940er-Jahren. Sie war zu ihrer Zeit der größte Hubschrauber der Welt und insofern einzigartig, als sie drei Hauptrotoren besaß, eine vorher und nachher nie wieder eingesetzte Bauweise.
Diese drei Rotoren drehen alle gleichsinnig, überlappen nicht und sind zwecks Giermomentausgleich rundum etwas schräggestellt.

## Geschichte
Die Ursprünge der Air Horse gehen zurück in die späten 1930er-Jahre, als die G. & J. Weir Ltd. in Glasgow unter dem Chefkonstrukteur C.G. Pullin ihre Hubschrauber W.5 und W.6 entwickelte. Die Auslegung dieser Konstruktionen mit zwei nebeneinanderliegenden Rotoren und einem flugzeugähnlichen Leitwerk erwies sich damals als sehr erfolgreich.
Nach der Übernahme von maßgebenden Weir-Mitarbeitern durch Cierva spiegelte auch die technische Auslegung der neuen Konstruktionen das Weir-Erbe wider, sogar die Nummerierung wurde in der W-Serie weitergeführt.
Da die Teilezahl bei kleinen und großen Maschinen im Wesentlichen gleich ist, war Cierva der Ansicht, dass nur sehr große Hubschrauberkonstruktionen mit Nutzlasten über 1,25 t wirtschaftlich zu betreiben seien. 
Der erste Hubschrauber, der nach diesen Maßgaben projektiert wurde, war der W.10 mit drei Rotoren, die von zwei auf Wasserkühlung umgebauten 475 PS starken Armstrong-Siddeley-Cheetah-Motoren angetrieben wurden. Daraus wurde dann die maßstäblich vergrößerte W.11 abgeleitet, während die W.10 aufgegeben wurde. Deren Bezeichnung übernahm später ein fünfsitziger Einrotor-Helikopter.
Am 1. August 1945 wurde Cierva auf die Dreirotor-Auslegung das Patent Nr. 19758 erteilt. Im Juli 1946 gab das Ministry of Civil Aviation die Ausschreibung Specification E.19/46 heraus, die speziell auf die Auslegung der W.11 hin ausgerichtet war. Cierva erhielt auch den Auftrag zum Bau eines Prototyps mit der RAF-Seriennummer VZ724. Die Auslegung sah zwei nebeneinander liegende Rotoren vor, ergänzt durch einen Rotor über der Nase der Maschine. Als Antrieb war der zivile Rolls-Royce Merlin 24 vorgesehen.
Anfang 1947 wurde dann ein zweiter Prototyp bestellt (Kennung WA 555). Der erste Prototyp wurde auf der SBAC-Ausstellung im August 1948 in Farnborough präsentiert. Als die Maschine am 8. Dezember 1948 ihren ersten ungefesselten Flug durchführte, stellte sie mit einem Startgewicht von 6600 kg (14.600 lb) auch gleichzeitig einen Weltrekord für Drehflügler auf.
Die Maschine stürzte am 13. Juni 1950 bei Testflügen infolge Materialermüdung eines Teils der Mechanik ab, wobei die drei Piloten ums Leben kamen. Zu diesem Zeitpunkt war der Prototyp insgesamt über 69 Stunden in der Luft gewesen.

Da nach diesem Unfall die britische Regierung das Interesse an einer Beschaffung verlor, wurde das Projekt eingestellt und Saunders-Roe übernahm 1951 die Werkanlagen von Cierva. Danach führte der zweite Prototyp noch einige gefesselte Flüge durch und fand als Testmaschine für verschiedene Zwecke Verwendung, bevor er 1960 verschrottet wurde.
Ein Projekt war die Variante W.11T (später als W.12 bezeichnet) mit zwei 1435 PS leistenden Motoren des Typs Rolls-Royce Merlin 502, die 36 Passagiere transportieren sollte.

## Konstruktion
Der Rumpf mit rechteckigem Querschnitt in Halbschalenbauweise war metallbeplankt und weitgehend fensterlos. Die Fracht- oder Passagierkabine befand sich hinter dem zentral angeordneten Maschinenbereich, getrennt durch ein Brandschott. Das Triebwerk war nach vorne gerichtet in einem Winkel von 7,5° eingebaut.
Es wurde nur ein Motor eingesetzt, der seine Leistung über ein Verteilergetriebe auf die drei Antriebswellen übertrug. Am Ende jedes Auslegers befand sich ein weiteres Getriebe, das für eine Drehzahlreduzierung und die Kraftumleitung auf die Rotoren sorgte.
Der bei Drehflüglern mit einer ungeraden Zahl von Hauptrotoren stets notwendige Drehmomentausgleich erfolgte, wie auch bei anderen Entwürfen mit drei Rotoren, durch leichtes Kippen der Hochachsen der Rotoren.
Am Rumpfende befanden sich zwei seitlich schwenkbare Türen. Ungewöhnlich war, dass das Höhenleitwerk mit den zwei Endscheiben an den Türen befestigt war und mit diesen weggeschwenkt wurde.

## Technische Daten
| Kenngröße                          | Daten                                           |
| ---------------------------------- | ----------------------------------------------- |
| Besatzung                          | 2                                               |
| Passagiere                         | 24                                              |
| Länge (über die Rotorspitzen)      | 27,00 m (88 ft 7 in)                            |
| Spannweite (über die Rotorspitzen) | 28,96 m (95 ft)                                 |
| Rotordurchmesser                   | 14,33 m (47 ft)                                 |
| Rotorkreisabstände voneinander     | 0,30 m (1 ft)                                   |
| Höhe                               | 5,41 m (17 ft 9 in)                             |
| Leermasse                          | 5507 kg (12140 lb)                              |
| Max. Startmasse                    | 7940 kg (17500 lb)                              |
| Reisegeschwindigkeit               | 153 km/h                                        |
| Höchstgeschwindigkeit              | 225 km/h                                        |
| Dienstgipfelhöhe                   | 8540 m oder 28000 ft                            |
| Reichweite                         | 531 km                                          |
| Triebwerke                         | 1 × Rolls-Royce Merlin 24 mit 1210 kW (1645 PS) |